# Cyprian Wiliski
Cyprian Wiliski OP (ur. ?, zm. 1594) – polski duchowny rzymskokatolicki, dominikanin, biskup pomocniczy wileński.

## Życiorys
3 marca 1572 mianowany biskupem pomocniczym wileńskim oraz biskupem in partibus infidelium modońskim. Brak informacji kiedy i od kogo przyjął sakrę biskupią. W 1583 udzielił święceń kapłańskich oraz współkonsekrował biskupa wileńskiego kard. Jerzego Radziwiłła.